# Tunggul (Paciran)
Tunggul is een bestuurslaag in het regentschap Lamongan van de provincie Oost-Java, Indonesië. Tunggul telt 4495 inwoners (volkstelling 2010).